# Université du Yunnan

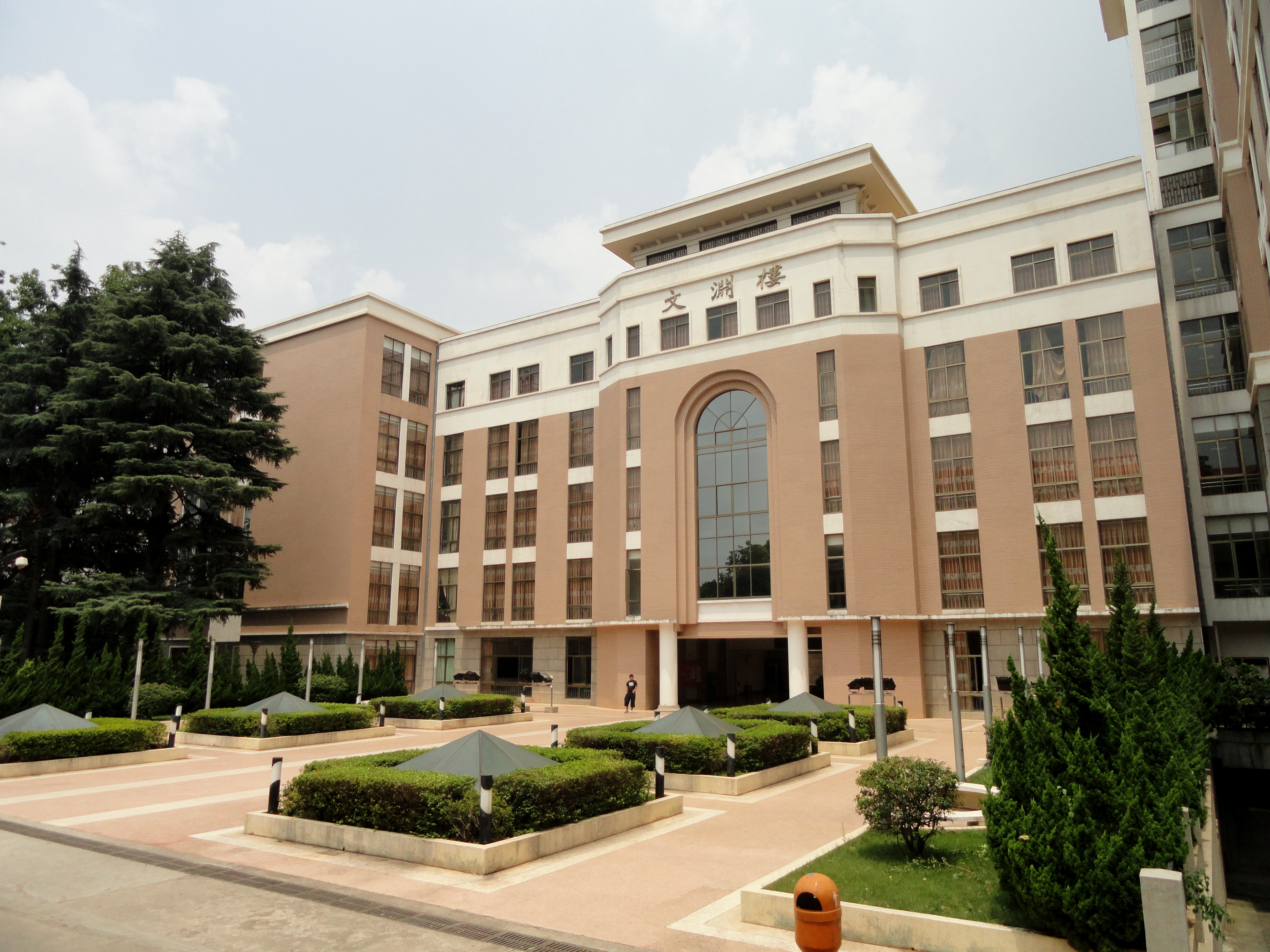
Bâtiment Wenyuan de l'université du Yunnan, Kunming, Yunnan, Chine.

L'Université du Yunnan (chinois simplifié : 云南大学 ; pinyin : yúnnán dàxué), autrefois appelée 东陆大学, dōnglù dàxué et abrégée en Yunda (云大, yúndà) est une université de Chine continentale, situé dans le District de Wuhua, à Kunming, dans la province du Yunnan et fondée en 1922.